# 山中優
山中 優（やまなか まさる、1969年2月7日 - ）は、日本の政治学者。専門は政治思想。宗教法人生長の家本部職員。兄は元プロ野球選手で現北海道日本ハムファイターズ二軍バッテリーコーチの山中潔。

## 略歴
- 1987年3月 - 大阪府立三国丘高等学校卒業
- 1992年3月 - 京都大学法学部卒業
- 1994年3月 - 同大学大学院法学研究科修士課程修了
- 1997年3月 - 同大学院法学研究科政治学専攻博士後期課程研究指導認定退学
- 1997年4月 - 同法学研究科助手
- 1998年4月 - 皇學館大学社会福祉学部専任講師
- 2002年4月 - 皇學館大学社会福祉学部助教授
- 2007年4月 - 皇學館大学社会福祉学部准教授
- 2008年3月 - 「ハイエクの政治思想 : 市場秩序にひそむ人間の苦境」により、京都大学より博士（法学）の学位を取得。
- 2011年4月 - 皇學館大学現代日本社会学部教授
- 2014年4月 - 宗教法人生長の家国際本部

## 受賞歴
- 2000年　モンペルラン・ソサイエティー主催ハイエク論文コンテスト佳作賞

## 著書

### 単著
- 『ハイエクの政治思想――市場秩序にひそむ人間の苦境』（勁草書房、2007年）

### 共著
- 富沢克、古賀敬太編『二十世紀の政治思想家たち――新しい秩序像を求めて－』（ミネルヴァ書房、2002年）
- 日本イギリス哲学会編『イギリス哲学・思想事典』（研究社、2007年）

## リンク
- 山中優の教育・研究日記